# Episodi di The Ren & Stimpy Show (reboot 2024)
La sesta stagione della serie animata The Ren & Stimpy Show che funge da reboot, composta da 10 episodi, verrà trasmessa negli Stati Uniti da Comedy Central.
In Italia verrà trasmessa su Comedy Central, anche se non c'è una data precisa per la trasmissione della stagione, nonostante sia stata doppiata nel 2024.
| nº | Titolo originale                   | Titolo italiano | Prima TV USA | Prima TV Italia |
| -- | ---------------------------------- | --------------- | ------------ | --------------- |
| 1  | Renhattan                          |                 |              |                 |
| 1  | Table for Human                    |                 |              |                 |
| 1  | Clear Toilet                       |                 |              |                 |
| 2  | Screentime                         |                 |              |                 |
| 2  | Milk Pulp                          |                 |              |                 |
| 2  | All About Log                      |                 |              |                 |
| 3  | Bad Stimpy                         |                 |              |                 |
| 3  | The Mother of all Yaksmases        |                 |              |                 |
| 3  | Yucky the Mudman                   |                 |              |                 |
| 4  | 2 Slow 2 Furious                   |                 |              |                 |
| 4  | Keeping Your Roommate Happy        |                 |              |                 |
| 5  | Now Sea Here                       |                 |              |                 |
| 5  | A Stimpy is Born                   |                 |              |                 |
| 5  | Ask Dr. Stupid: Toxic              |                 |              |                 |
| 6  | Aw Hell No!                        |                 |              |                 |
| 6  | Squatters                          |                 |              |                 |
| 7  | Hair Fairy                         |                 |              |                 |
| 7  | Powdered Toast Man! The Movie      |                 |              |                 |
| 7  | Everything to Me                   |                 |              |                 |
| 8  | Stupid and Afraid                  |                 |              |                 |
| 8  | I Dream of Stimpy                  |                 |              |                 |
| 9  | Renunion                           |                 |              |                 |
| 9  | Plane and Simple                   |                 |              |                 |
| 9  | Ask Dr. Stupid: Lemon              |                 |              |                 |
| 10 | Journey to the Center of the Idiot |                 |              |                 |
| 10 | Zen Ren                            |                 |              |                 |

## Renhattan
Ren diventa il capo di una banda di scarafaggi. 

## Table for Human
Ren e Stimpy decidono di scambiare la loro pelle con quella di un umano per poter mangiare al ristorante, nel frattempo, l'umano adesso viene scambiato per un cane. 

## Clear Toilet
Uno spot che ci spiega come avere il gabinetto completamente pulito. 

## Screentime
Stimpy passa troppo tempo con Ren, e a questi dà molto fastidio, così gli regala un cellulare. La cosa però andrà per il verso sbagliato, perché prima Stimpy diventerà troppo dipendente dai video e poi si trasformerà in un mostro che ingoierà Ren. Ren, per salvarlo, deve scollegare dei fili all'interno, e quando ci riesce, riporta Stimpy alla normalità. Ren si scusa con Stimpy e prometterà di passare più tempo con lui quando riuscirà ad uscire dal suo corpo.

## Milk Pulp
Uno spot su dei cereali per la colazione . 

## All About Log
In un finto documentario, Ren e Stimpy spiegano come i legni vengono prodotti. 

## Bad Stimpy
Ren convince Stimpy a diventare egoista come il primo. 

## The Mother of All Yaksmases
Durante lo Schifezzale, la mamma di Stimpy fa visita al figlio e al suo amico Ren. Tuttavia quest'ultimo si innamora della mamma del suo amico Stimpy. 

## Yucky the Mudman
Ren e Stimpy guardano in TV un programma intitolato "Yucky the Mudman". 

## 2 Slow 2 Furious
Ren e Stimpy sono bloccati nel traffico. 

## Keeping Your Roommate Happy
Stimpy ci spiega come prendersi cura del proprio coinquilino, in questo caso del suo "coinqui" Ren. 

## Now Sea Here
Stimpy e Ren diventano marinai. 

## A Stimpy is Born
Stimpy diventa un famoso pianista. 

## Ask Dr. Stupid: Toxic
Stimpy ci spiega come riciclare le batterie. 

## Aw Hell No!
Ren e Stimpy muoiono. Stimpy va in Paradiso mentre Ren all'inferno. 

## Squatters
Ren e Stimpy hanno una nuova coinquilina. 

## Hair Fairy
Ren pensa che tagliandosi il pelo riceverà soldi. 

## Powdered Toast Man! The Movie
Ren produce un film su Uomo Toast.

## Everything to Me
Una canzone su Uomo Toast. 

## Stupid and Afraid
Ren e Stimpy si perdono nella foresta e iniziano ad avere allucinazioni. 

## I Dream of Stimpy
Ren incontra un genio della lampada. 

## Ren-union
Ren deve incontrare una vecchia cotta della scuola, ma, credendosi brutto va a farsi un intervento di chirurgia plastica.

## Plane and Simple
Ren e Stimpy vanno in aereo. 

## Ask Dr. Stupid: Lemon
Stimpy ci spiega come consumare i limoni.

## Journey to the Center of the Idiot
Ren e Stimpy si trovano al supermercato. 

## Zen Ren
Ren impazzisce, così Stimpy cerca di tranquillizzarlo. Ma Ren diventa così calmo che trova la pace interiore.